# 타라스 흐테이
타라스 유리예비치 흐테이(러시아어: Тара́с Ю́рьевич Хтей, 우크라이나어: Тарас Юрійович Хтей 타라스 유리요비치 흐테이[*], 1982년 5월 22일~)는 러시아의 전직 배구 선수로 포지션은 아웃사이드 히터이다. 대부분의 선수 경력을 러시아 슈퍼 리그에서 보냈다.
우크라이나에서 태어났으며 러시아로 귀화한 후 러시아 대표팀의 일원으로 활동했다. 그는 2012년 하계 올림픽에서 금메달을 획득했으며 월드컵에서 1회 우승, 월드리그 2회 우승을 달성했다.
은퇴 후 벨로고리예 벨고로드의 스포츠 디렉터를 맡았고 현재 MSTU 모스크바의 스포츠 디렉터를 맡고 있다.